# Софійське братство
Софійське братство - громадська організація, де-факто існуюча з 2023 року, створена представниками УПЦ і ПЦУ з метою єднання православних України. Орієнтоване передусім на духовенство Київської, Волинської, Рівненської та Черкаської єпархій.

## Передісторія
Головними ініціаторами заснування братства стали філософ-теолог з ПЦУ Чорноморець Юрій Павлович, протоієрей ПЦУ Коваленко Георгій Іванович та його просвітницька організація під назвою Відкритий православний університет Святої Софії-Премудрості, мирянин ПЦУ історик Смирнов Андрій Іванович та його просвітницька структура - ГО “Центр святого Кирила Лукаріса”, протоієрей Пінчук Андрій Миколайович - заштатний клірик Дніпропетровської єпархії УПЦ та один з організаторів у квітні 2022 року збору 438 підписів українського духовенства для суду над главою РПЦ Кирилом Гундяєвим; 
Фактично, Пінчук організував так званий "рух підписантів УПЦ проти МП", він же - організатор інтернет-спільноти "Міжнародний церковний трибунал" (сучасне місце служіння - парафія УПЦ у місті Бо, Мидт-Телемарк, Норвегія).
Також до братства приєдналися протоієрей ПЦУ Колб Олександр Андрійович, який незадовго перед тим у 2023 році перейшов з УПЦ-МП до ПЦУ, та ієрей Баршай Сергій Віталійович (головний редактор телеканалу Коваленка "Глас" до 2012 року) - настоятель храму св. князя Ярослава Мудрого м. Києва Київської єпархії УПЦ. Всього ж у реєстрі числиться 32 засновника цього братства. 
6 липні 2022 року У Софії Київській відбулася зустріч духовенства ПЦУ й УПЦ МП, яказавершилася підписанням "Декларації про порозуміння". Підписантами її стали в тому числі й майбутні засновники Софійського братства: священики УПЦ  Сергій Баршай, Андрій Дудченко, а також священики ПЦУ Богдан Огульчанський, Георгій Коваленко, і заштатний на той час архімандрит РПЦ Кирило (Говорун)
Далі, в січні 2023 року частина духівництва та вірян УПЦ звернулися до митрополита Онуфрія та священного синоду з відкритим листом щодо офіційного статусу і позицій церкви щодо найбільш болючих для українців питань. Їх турбували наслідки поєднання їхньої церкви з москвою та шляхів розриву стосунків. Відповідей вони так і не отримали.

## Діяльність
Софійське братство ставить перед собою завдання об’єднання православних вірян України, незалежно від їхньої приналежності до УПЦ МП, ПЦУ та інших Помісних Церков. Основна мета його діяльності полягає в сприянні міжцерковному діалогу з метою досягнення єдності православ’я в Україні, об’єднанні зусиль та підтримці ініціатив православних християн, спрямованих на розвиток церковного життя.
Місцем реєстрації цього братства стало містечко Вараш Рівненської області, за адресою бізнес-офісу, перебуваючого в розпорядженні протоієрея Сергія Прокопчука.
Подібно до давніх православних братств XVI століття члени цього об’єднання визначили серед напрямків діяльності просвітництво.
У 2024 році братство опублікувало статтю "Між вірою та обов’язком: ситуація, в якій опинився мобілізований отець Іван Поліщук".
Поліщук у 2020-2023 роках був дияконом Черкаського собору, в 2023-2024 роках здійснював духовну опіку над українцями у Німеччині. Але під час перебування в Україні у вересні 2024 року його затримали у ТЦК у місті Кременець, де утримували, щоб потім мобілізувати. 1 жовтня 2024 року, згідно з електронною повісткою, він прибув до Кременецького ТЦК для уточнення своїх даних. Незважаючи на те, що він є чинним священником і просив врахувати це при вирішенні питання щодо його служби, того ж вечора його було направлено на полігон на Закарпатті. Там також не звернули уваги на його статус священника та канонічну заборону тримати зброю. Отець Іван подав усі необхідні документи своєму новому військовому керівництву, а для вирішення його питання були залучені адвокати. Священник відмовився проходити військове навчання і не приймав присягу. Однак Софійське братство, навпаки. підтримало цей його вчинок.
Серед членів Софійського братства зберігається не зовсім ясний поділ його членів на вірних ПЦУ, та вірних єпископа Команського Михаїла (Аніщенка) з "непосередньої юрисдикції Константинопольського Патріархату".
Оскільки значна частина членів братства - це давні знайомі Аніщенка з волинського періоду його служіння, то існує думка, що саме Софійське братство готує підгрунтя для прийому західноукраїнського духовенства УПЦ-МП в окремий, незалежний від ПЦУ екзархат під керівництвом висвяченого 2020 року на єпископа Команського Михаїла (Аніщенка).
Мова йде про те, що існуюча в Україні під керівництвом Аніщенка парафіяльна місія - Ставропігія Вселенського патріарха в Києві має бути замінена на напівсамостійне єпархіальне вікаріатство або на титулярну єпархію Константинопольської Православної Церкви, до якої могли би напряму приєднуватися ті парафії УПЦ-МП, які не мають наміру єднатися з ПЦУ. Саме таку ідею ще в 2022 році висловлював Кирило (Говорун), який у 2023 році став одним з ідеологів створення Софійського братства.
На обгрунтування такої ідеї, товариство опублікувало статтю священнослужителя УПЦ-КП Сергія Горбіка, який фактично повторював тези відомого опонента ПЦУ Сергія Шуміло в праці "Історична розвідка щодо першої архієрейської хіротонії УАПЦ" 

## Персоналії
В перший склад керівницта братства, обраний на початку 2024 року, входили наступні члени Правління:
Протоієрей Олександр Колб (ПЦУ, Голова Правління); Бурдейна Марина Володимирівна (мирянка, парафіянка Андріївської церкви - Вселенський патріархат) - керівник видавничих проєктів Місії «Ставропігія Вселенського Патріархату в Україні»,; Протоієрей Володимир Вакін - ПЦУ; Протоієрей Володимир Давидов - УПЦ; Протоієрей Ігор Ковровський - УПЦ; Протоієрей Володимир Мельничук (Вселенський патріархат) - священик з Італії; Морозова Дарія (мирянка, парафіянка Андріївської церкви - Вселенський патріархат); архимандрит Серафим (Панкратов) - ПЦУ; мирянин ПЦУ Смирнов Андрій Іванович; Протоієрей Олександр Смоктунович (Вселенський патріархат); Протоієрей Олександр Сорокин (Головний редактор інформаційного відділу братства); Ієрей Ростислав Хрупчик; Протоієрей Сергій Прокопчук (Директор офісу братства, адміністративний центр якого зареєстровано в м. Вараш Рівненської області). 
Також до братства долучилися священик Іван Прокопчук, диякон-регент ПЦУ Олександр Тарасенко з Києва, скрипаль Ігор Чернявський з Харкова, Ігор Красовський - журналіст із Житомира (з 2024 року диякон ПЦУ), та інші.
У братстві окремо існує формат "сестер" Софійського братства, які сформували сестрицтво.
Також окремо існує таке поняття, як асоційований член, або "друг-учасник" братства. До таких, зокрема, відносяться богослов та заштатний клірик Луганської єпархії УПЦ архімандрит Феогност (Пушков) - затриманий на 107 днів владою ЛНР за свою критику Московського патріархату, та мирянин Мукачівсько-Ужгородської єпархії, історик-теолог Данилець Георгій Васильович, який неодноразово виявляв бажання перейти з УПЦ-МП до ПЦУ, та друкувався в часописах ПЦУ.
Зокрема, 21 червня 2022 року був арештований росіянами архимандрит Сєвєродонецької єпархії УПЦ-МП Феогност (Пушков Тимофей Геннадійович), до 2022 року - настоятель Миколаївської парафії в селі Курячівка, Марківського району Луганської області. Йому вдалося звільнитися лише 4 жовтня 2022 року. 26 вересня 2022 року Марківський районний суд висунув Пушкову звинувачення, згідно судовому формулюванню, "в совершении преступления, предусмотренного ч.2 ст.228 УК РФ".  Але, на думку прихильників Пушкову, не формально декларованою окупантами, а реальною, головною причиною арешту була його політична позиція, з осудом російської окупації.